# باناتسکا دوبیتسا
باناتسکا دوبیتسا (به صربی: Banatska Dubica) یک روستا در صربستان است که در Sečanj Municipality واقع شده‌است. باناتسکا دوبیتسا ۴۲۸ نفر جمعیت دارد و ۴۳ متر بالاتر از سطح دریا واقع شده‌است.